# No apto para menores
No apto para menores es una película filmada en colores en Argentina dirigida por Carlos Rinaldi sobre su propio guion escrito en colaboración con Ángel R. Martini que, producida en 1979, nunca fue estrenada comercialmente y que tuvo como protagonistas a Enzo Viena, Thelma Stefani, Daniel Miglioranza y  Elena Sedova. Según Enzo Viena en testimonio recogido por Manrupe y Portela, la censura no permitió el estreno de la película, que tenía un guion muy disparatado.

## Reparto
- Enzo Viena
- Thelma Stefani
- Daniel Miglioranza
- Elena Sedova
- Stella Maris Lanzani
- Hugo Arana
- Wagner Mautone
- Tito Gómez
- Elida Marletta
- Gonzalo Urtizberea
- Oscar Roy